# Amygdalops
Genre
Amygdalops est un genre d'insectes diptères de la famille des Anthomyzidae.

## Liste d'espèces
Selon Catalogue of Life (12 janvier 2019) :
- Amygdalops acer Roháček, 2004
- Amygdalops curtisi Roháček, 2008[3],[4]
- Amygdalops cuspidatus  Roháček, 2008[4],[3]
- Amygdalops geniculatus Meijere, 1916
- Amygdalops lineola Meijere, 1916
- Amygdalops major Rohacek, 2004
- Amygdalops nigrinotum Sueyoshi & Rohacek, 2003
- Amygdalops obscurior Rohacek, 2004
- Amygdalops obtusus Rohacek, 2004
- Amygdalops poecilus Rohacek, 2004
- Amygdalops rufior Rohacek & Freidberg, 1993
- Amygdalops simplicior Rohacek, 2004
- Amygdalops sparsus Rohacek, 2004
- Amygdalops thomasseti Lamb, 1914
- Amygdalops trivittatus Frey, 1958
- Amygdalops undulatus Rohacek, 2004

## Publication originale
- Lamb, 1914 : The Percy Sladen Trust expedition to the Indian Ocean in 1905, under the leadership of Mr. J. Stanley Gardiner, M.A. Vol. 5, No. XV. – Diptera: Heteroneuridae, Ortalidae, Trypetidae, Sepsidae, Micropezidae, Drosophilidae, Geomyzidae, Milichidae). Transactions of the Linnean Society of London, sér. 2-Zoology, vol. 16, n. 1, pp. 307–372 (en).